# زهراکارنساردله
زهراکارنساردله، روستایی از توابع بخش ویسیان شهرستان خرم‌آباد در استان لرستان ایران است.

## جمعیت
این روستا در دهستان شوراب قرار دارد و براساس سرشماری مرکز آمار ایران در سال ۱۳۸۵، جمعیت آن ۷۶ نفر (۱۵خانوار) بوده‌است.

## موقعیت مکانی بر روی نقشه
https://goo.gl/maps/stoeSijppXjwWqzx6